# Sindicats Lliures
Els Sindicats Lliures o Corporació General de Treballadors (Unió de Sindicats Lliures) fou una organització creada per militants carlins a l'Ateneu Legitimista el 1919, sota el posterior padrinatge de la Patronal Catalana i vinculats amb l'autoritat militar de Catalunya (el general Severiano Martínez Anido, el comandant Bartolomé Roselló i el capità Lasarte entre d'altres, sota les ordres de la Capitania General de Catalunya, comandada pel general Milans del Bosch).
La fundació dels Sindicats Lliures amb el nom de «Sindicato Libre Regional» es va produir a l'octubre del 1919 en la reunió celebrada a l'Ateneu Obrer Legitimista del carrer de la Tapineria. El projecte havia estat promogut pel regidor de Barcelona Salvador Anglada i hi participaren altres dirigents i periodistes jaumins com Estanislao Rico Ariza. Va redactar-ne els estatuts l'advocat Francesc Aizcorbe i en fou elegit president el requetè i dependent de comerç Ramon Sales. Van tenir la seva primera seu al Círcol Central Tradicionalista de Barcelona, situat al carrer de la Portaferrissa.
Els Sindicats Lliures van ser dirigits pel seu president, Ramon Sales, natural de la Fuliola, que procedia del Sindicat Mercantil de la CNT. L'ideòleg en fou Juan Laguía Lliteras, que també en fou secretari general, a més de Josep Baró, Jordi Bru, Estanislao Rico, Domènec Farell, Feliciano Baratech i Mariano Puyuelo. Els elements dels Sindicats Lliures foren el braç executor dels atemptats contra la CNT i de l'assassinat de líders cenetistes com Salvador Seguí, així com del de l'advocat Francesc Layret. Van tenir un suport escàs dins del món obrer, però van rebre suport de la dictadura de Miguel Primo de Rivera i el suport material del Somatent, amb caps com Josep Bertran i Salvador Anglada.
Segons una estadística de Josep Maria Farré, l'any 1922 els Lliures tenien legalment constituïts 22 sindicats professionals, amb 11 locals i 150.000 afiliats. L'any 1924, en ser prohibida la CNT, la Unió de Sindicats Lliures va atraure sindicats independents i també alguns sector propers a l'anarcosindicalisme. El gener d'aquest 1924 es van fusionar, a Pamplona, amb els Sindicatos Católico-Libres dels dominics José Gafo i Pedro Gerard, amb els quals constituïren la Confederación Nacional de Sindicatos Libres de España. L'any 1929 proclamaven tenir 190.000 afiliats, però amb la proclamació de la Segona República Espanyola els Sindicats Lliures van ser prohibits i dissolts.
El dirigent del Sindicat Lliure Estanislao Rico Ariza va justificar així l'actuació del Sindicat:
| «                                                                                    | Fué un año por excelencia trágico el de 1921 para Barcelona. Las calles se ensangrentaron como nunca, y en las esquinas eran los fogonazos de los disparos mortales algo que por esperado ya no sorprendía a nadie. Pero la tragedia de la ciudad sufrió un cambio bien notable en la modalidad de su desarrollo, que nosotros nos limitamos a consignar sin comentarios, pues nuestra labor se ciñe a dejar transcritos los hechos, sin que nos creamos autorizados a juzgar las causas y los efectos de los mismos. Lo que hasta entonces había sido una carnicería de hombres, con impunidad absoluta para los asesinos, se convirtió en una lucha civil de bandos. Uno de ellos, el Sindicato Unico, tenía la organización formidable, el dinero abundante, un verdadero ejército de pistoleros disciplinados, audaces, entrenados en el criminal oficio. El otro, el Sindicato Libre, era una organización naciente, sin disciplina, sin dinero, apenas sin hombres. sólo la desesperación que produce el peligro inevitable pudo juntar a aquellos hombres que defendieron sus vidas y su trabajo pistola en mano y conquistaron el relativo triunfo que representa conseguir violentamente —de otro modo hubiera sido ir a un suicidio colectivo— el reconocimiento implícito a constituirse en organizaciones libres de la que hasta entonces había ejercido una absoluta dictadura sobre las masas proletarias. Por otra parte, la autoridad concentrada en las personas de los generalez Martínez Anido y Arlegui, intervino por fin de un modo sumarísimo en la lucha. Se clausuraron centros, se hicieron numerosas prisiones, se persiguió encarnizadamente el terrorismo, llegando en algunos casos hasta a la aplicación de la llamada Ley de fugas. Dejemos a nuevas generaciones, más justas por menos apasionadas, el juzgar esta triste época en que fatalmente a un terror tuvo que imponerse otro terror. Consignemos sencillamente el hecho para explicar cómo estas luchas en que los terroristas, amos hasta entonces de la situación, se convirtieron en bando de lucha derrotados la mayor parte de las veces, y su huída casi siempre acosados por sus tenaces enemigos que al ganar sus primeras victorias crecieron rápidamente en fuerza y audacia, y perfeccionando su organización. | » |
| — Francisco de Paula Calderón i Isaac Romero, Memorias de un terrorista, pp. 394-395 | |   |